# Fregadora orbital

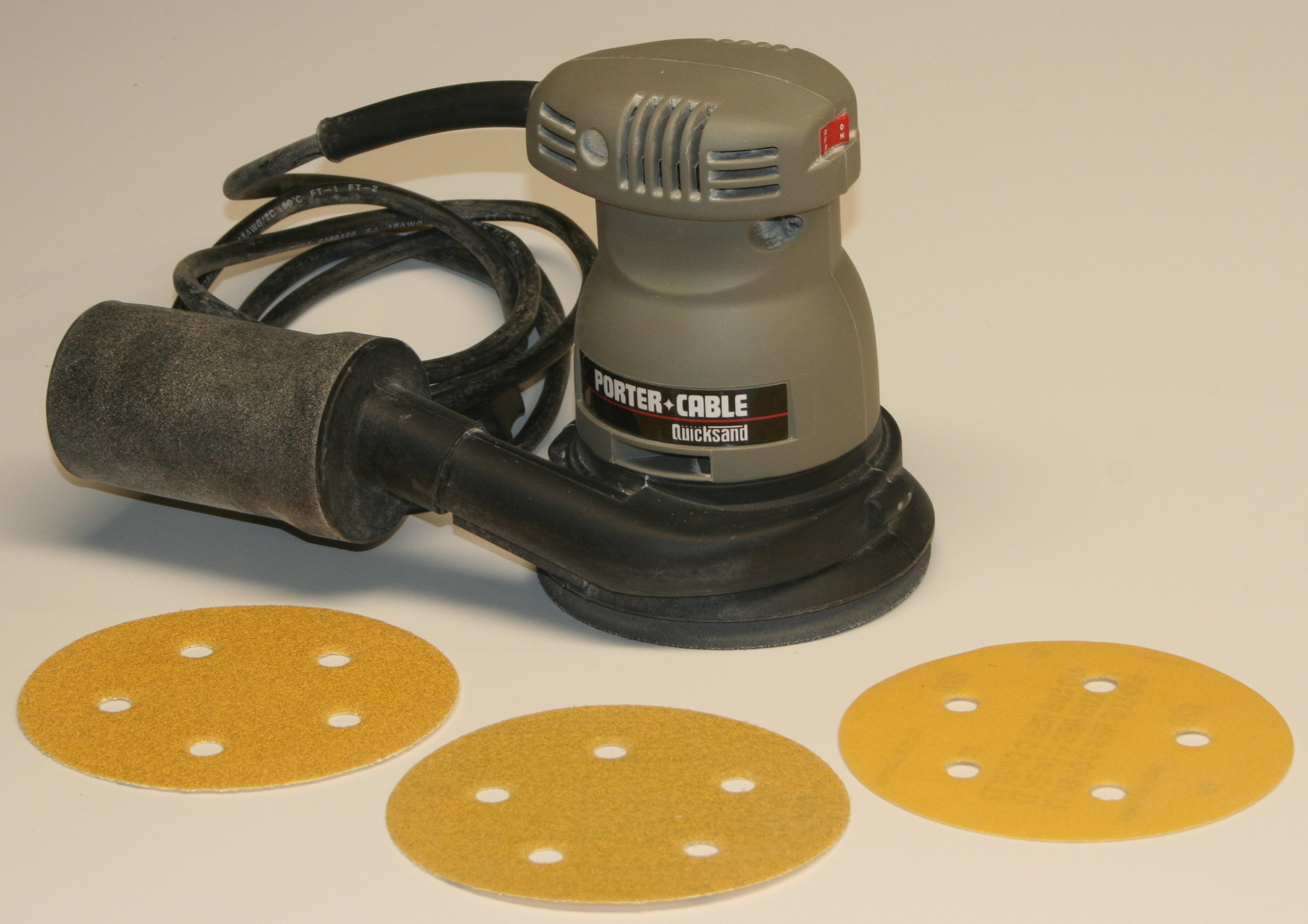
Una Fregadora orbital amb discos esmeriladors de diverses mides i granulat.

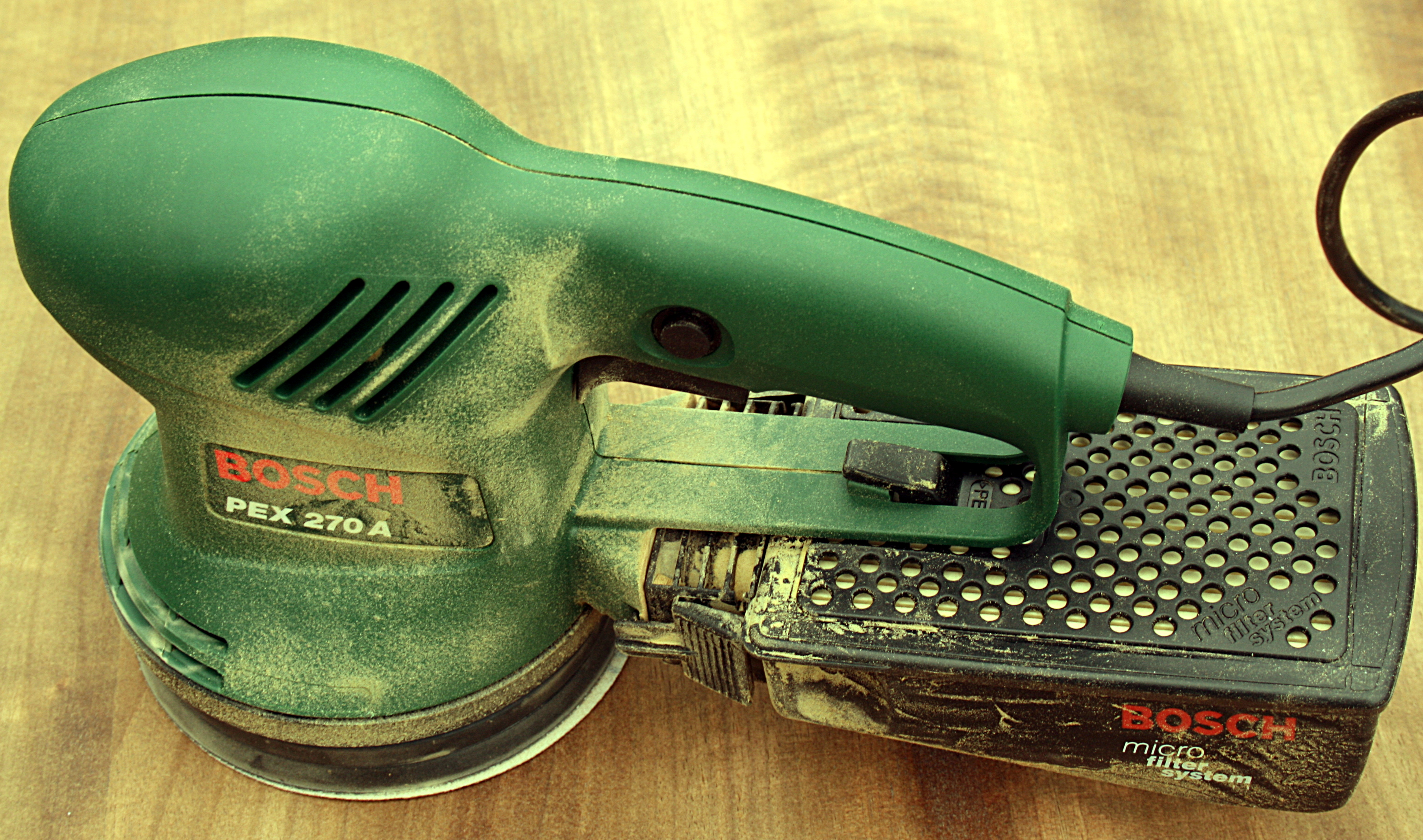
Fregadora orbital.

Una  Fregadora orbital  és una eina motoritzada portàtil. El seu moviment s'obté per combinació del gir del disc polidor i un moviment simultàni en el·lipses, fet que garanteix que cap part del material abrasiu es desplaci pel mateix trajecte dues vegades. A causa d'aquest moviment, l'eina no deixa marques circulars i no es veu afectada per la direcció de la veta de fusta.
Va aparèixer a principis dels anys 1990 i el seu ús es va estendre ràpidament. Aquestes polidores combinen la velocitat i agressivitat d'una fregadora de banda amb l'habilitat de produir un acabat fi.
Les esmeriladores orbitals fan servir discos d'esmeril i algunes un sistema recol·lector de pols. Els discos s'adhereixen usant adhesius de contacte o un sistema d'enganxament temporal com el velcro.